# Ultschen
Die Ultschen (Russisch: ульчи, Eigenbezeichnungen Ultscha, Nani) sind ein indigenes Volk des russischen Fernen Ostens. Bei der Volkszählung von 2002 gaben 2913 Einwohner an, der Nationalität der Ultschen anzugehören.
Die originale ultschische Sprache ist heute ausgestorben. Die jetzige Sprache der Ultschen gehört zur Familie der tungusischen Sprachen und wurde vor Jahrhunderten von den einfallenden Tungusen angenommen. Es wird angenommen, dass die Ultschen einst eine Sprache sprachen die mit der Sprache der Niwchen oder der Koreanischen Sprache verwandt war.
Die meisten Ultschen leben im Ultschski rajon, einem ländlichen Rajon in der Region Chabarowsk am Fluss Amur. Daher ist Fischfang die wichtigste Einkommens- und Nahrungsquelle.

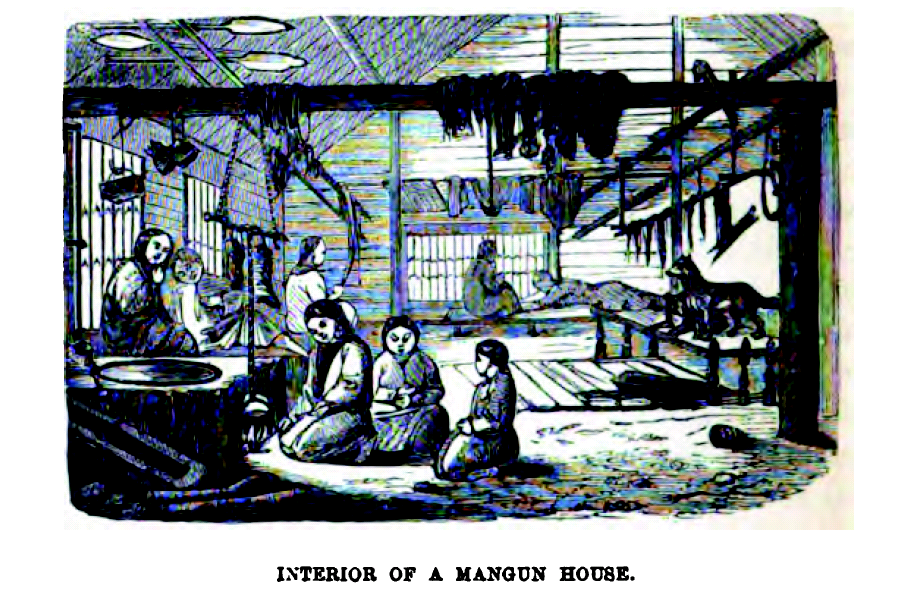
Haus einer Mangun Familie. (Mangun war ein früherer Name für die Ultschen)

Die über viele Jahrhunderte währende russische Einflussnahme auf die Ultschen und andere kleine Völker Sibiriens hat kulturell zu einer weitgehenden Russifizierung geführt. Demgegenüber hat jedoch bereits die Sowjetunion 1989 weitreichende Maßnahmen beschlossen, um diesen Prozess zu stoppen beziehungsweise umzukehren: So wurden Lehrprogramme für Jagd und Pelztierzucht  eingeleitet. Diese Gesetze wurden nach dem Zusammenbruch der Sowjetunion vom russischen Staat im Dezember 1991 übernommen.
Die Ultschen spielen bei der Erforschung der Geschichte Ostasiens eine große Rolle. Genetisch betrachtet sind sie ein nordostasiatisches Volk mit größter Verwandtschaft zu heutigen Koreanern. Jedoch zeigen auch eine nahe Verwandtschaft mit anderen Sibirischen Völkern und den Ureinwohnern Amerikas.